# جولیان لیست
جولیان لیست (انگلیسی: Julian Leist؛ زادهٔ ۱۱ مارس ۱۹۸۸) بازیکن فوتبال اهل آلمان است.
از باشگاه‌هایی که در آن بازی کرده‌است می‌توان به باشگاه فوتبال بایرن مونیخ ۲ و باشگاه فوتبال مونیخ ۱۸۶۰ اشاره کرد.